# براونینگ (میسیسیپی)
براونینگ (به انگلیسی: Browning) یک منطقهٔ مسکونی در ایالات متحده آمریکا است که در Leflore County واقع شده‌است. براونینگ ۳۹٫۰۱ متر بالاتر از سطح دریا واقع شده‌است.